# Rivière Ouelle
Ne doit pas être confondu avec Rivière-Ouelle.
Pour les articles homonymes, voir Ouelle.
La rivière Ouelle est affluent de la rive sud du fleuve Saint-Laurent, dans la province de Québec, au Canada. Cette rivière coule successivement dans les municipalités régionales de comté (MRC) de :
- L'Islet (région administrative de Chaudière-Appalaches) : municipalités de Sainte-Perpétue, Tourville et Saint-Damase-de-L'Islet ;
- Kamouraska (région administrative du Bas-Saint-Laurent) : municipalités de Saint-Onésime-d'Ixworth, Saint-Gabriel-Lalemant, Saint-Pacôme et Rivière-Ouelle.

## Géographie
La rivière Ouelle prend sa source dans les Monts Notre-Dame à l'est de la jonction du rang Terrebonne et de la traverse du Rang-Terrebonne. Cette source est située au sud-ouest du village de Sainte-Perpétue, au sud du village de Tourville et à l'est du lac Therrien.
À partir de sa source, la rivière Ouelle coule sur environ 73 km, répartis selon les segment suivants :
Partie supérieure de la rivière Ouelle
- 1,4 km vers l'ouest dans Sainte-Perpétue, jusqu'au rang Terrebonne ;
- 3,2 km vers le nord, jusqu'à la confluence du ruisseau Charlemagne (venant de l'ouest) ;
- 3,5 km vers le nord-est en recueillant les eaux du cours d'eau Gérard-Lévesque (venant du sud-est), jusqu'à la route 204, reliant Sainte-Perpétue et Tourville ;
- 2,5 km vers le nord, jusqu'à la limite entre Sainte-Perpétue et Tourville ;
- 3,8 km vers le nord, jusqu'au rang John qui est situé connexe à la confluence du Bras de la rivière Ouelle (venant de l'ouest) ;

Partie intermédiaire de la rivière Ouelle
- 5,6 km vers le nord, jusqu'au 9e Rang ;
- 1,7 km vers le nord-ouest, jusqu'à la limite entre Tourville et Saint-Damase-de-L'Islet ;
- 16,7 km vers le nord en zone forestière, jusqu'à la limite entre Saint-Damase-de-L'Islet et Saint-Onésime-d'Ixworth ;
- 1,5 km vers le nord, jusqu'au pont couvert de la route de l'Église ;
- 4,9 km vers le nord, jusqu'au pont de la route Drapeau sud ;
- 2,3 km vers le nord-est, en traversant la limite entre Saint-Onésime-d'Ixworth et Saint-Gabriel-Lalemant, jusqu'à la confluence de La Grande Rivière (rivière Ouelle) (venant du sud-est) ;

Partie inférieure de la rivière Ouelle (segment de 26,3 km)
- 2,2 km vers le nord-est, en chevauchant quatre fois la limite intermunicipale, dans le hameau "Canton-des-Roches", jusqu'au pont routier du chemin du Village ;
- 1,0 km vers le nord, formant la limite intermunicipale entre Saint-Gabriel-Lalemant et Saint-Pacôme ;
- 6,6 km vers le nord dans Saint-Gabriel-Lalemant, en serpentant jusqu'au pont routier du boulevard Bégin (route 230) dans le village de Saint-Pacôme ;
- 3,1 km vers le nord, jusqu'aux ponts de l'autoroute 20 ;
- 1,0 km vers le nord-ouest, jusqu'au pont routier du chemin du Sud-de-la-Rivière ;
- 9,9 km (ou 3,3 km en ligne directe) vers l'ouest, en serpentant jusqu'au pont routier de la route 132 ;
- 2,5 km vers l'ouest, jusqu'à sa confluence.

La confluence de la rivière est située à 7,3 km à l'ouest du centre du village de Saint-Pacôme, à 6,4 km au nord du centre du village de La Pocatière et à 3,2 km au nord de la confluence de la rivière Saint-Jean (La Pocatière).
La rivière Ouelle qui subit les marées de l'estuaire moyen du Saint-Laurent sur une courte distance de sa confluence est canotable. La superficie de son bassin-versant totalise 860 km2. Son débit moyen est de 10 m3/s, atteignant 100 m3/s en avril.
Les principaux affluents de la rivière Ouelle sont :
- Rivière Damnée
- La Grande Rivière
  - Rivière Chaude
  - Rivière Sainte-Anne
  - Rivière du Rat Musqué
- Bras de la rivière Ouelle

## Faune aquatique
Le saumon a été réintroduit avec succès dans cette rivière.

## Toponymie
Le toponyme « R. Hoel » apparait sur une carte conçue par Jean Bourdon vers 1641. Cette appellation d'origine honore Louis Houël, sieur du Petit-Pré, contrôleur des salines de Brouage, membre de la Compagnie des Cent-Associés et secrétaire du roi. Ami et protecteur de Samuel de Champlain, Houël a hiverné à Québec (ville) en 1640-1641. Il a été l'un des principaux instigateurs de la venue des Récollets en Nouvelle-France.
La carte dressée par Jean Deshayes de 1695 porte la graphie moderne « rivière Ouelle ».
Le toponyme « rivière Ouelle » a été officialisé le 5 décembre 1968 par la Commission de toponymie du Québec.